# Gabriele Rabel
Gabriele Rabel (1880–27 de agosto de 1963) fue una física y botánica austríaca.

## Biografía
Gabriele Rabel nació la más joven de tres de un próspero abogado vienés.
Rabel estudió con Richard von Wettstein en la Universidad de Viena, estudiando plantas. Continuó haciendo trabajos experimentales sobre la adaptación de ciertas plantas bajas a su entorno. Finalmente se mudó a estudiar física teórica en Leipzig y en Berlín con Albert Einstein y Max Planck, consiguiendo su Ph.D. en física con la defensa de la tesis "The Intensity of Certain Lines of the H-Spectrum as Dependent on Gas Pressure" ("La Intensidad de Determinadas Líneas del Espectro-H como Dependiente de la Presión de Gas"). En 1923, se le diagnosticó depresión maníaca y vivió en una clínica psiquiátrica dos años donde estudió filosofía, trabajando con Hermann Graf Keyserling y Rudolf Steiner.
Después de intrigarse por la filología, condujo estudios en los Archivos Goethe en Weimar. Allí, en 1927, publicó Goethe und Kant y libros acerca de Johann Wolfgang von Goethe e Immanuel Kant. En 1932, fue colaboradora regular del Science Service mientras todavía trabajaba como científica en Alemania. Como colaboradora, escribía resúmenes de temas que variaban de paleontología a sífilis, deriva continental a psicoterapia y poesía.
En mayo de 1940, Rabel se mudó a Inglaterra para evitar la situación económica y política que se desarrollaba en Alemania con anterioridad a la Segunda Guerra Mundial. Y vivió en EE. UU. cuatro años dando conferencias. Durante los 1930s y 1940s escribió sobre evolución, genética, y de Carlos I de Austria, y vivió en Cambridge.
Falleció el 27 de agosto de 1963 en Cambridge, Inglaterra. Sus papeles están resguardados en la colección de Churchill College, Cambridge.

## Obras notables
Rabel, Gabriele. Goethe y Kant (1927) Selbstverlag